# Proruaca
Proruaca là một chi bướm đêm thuộc họ Erebidae.